# Фамилия Тоника
„Фамилия Тоника“ е вокална група, създадена през 1994 г.
Наследник е на легендарните групи „Тоника“ (създадена през 1969 г. в Бургас) и „Тоника СВ“ (създадена през 1981 г. в София след разформирането на „Тоника“).
Първоначално включва всички вокалисти от предишните 2 групи. Ръководител е Стефан Диомов (композитор). Членове са: Ралица Ангелова (от 1994 до 2014), Милица Божинова (от 1994 до 2014), Ваня Костова (от 1994 до 2002), Драгомир Димитров (от 1994 до 2014), Теодор Шишманов (от 1994 до 2002), Ева Найденова (от 1994 до 2014) и Георги Найденов (от 1994 до 2010).
Групата изпълнява българска поп музика. Групата изнася последен концерт на 11 август 2014 г. в Летния Театър в Бургас. С тях излизат и Красимир и Виолета Гюлмезови.